# Щит князя Мстиславського

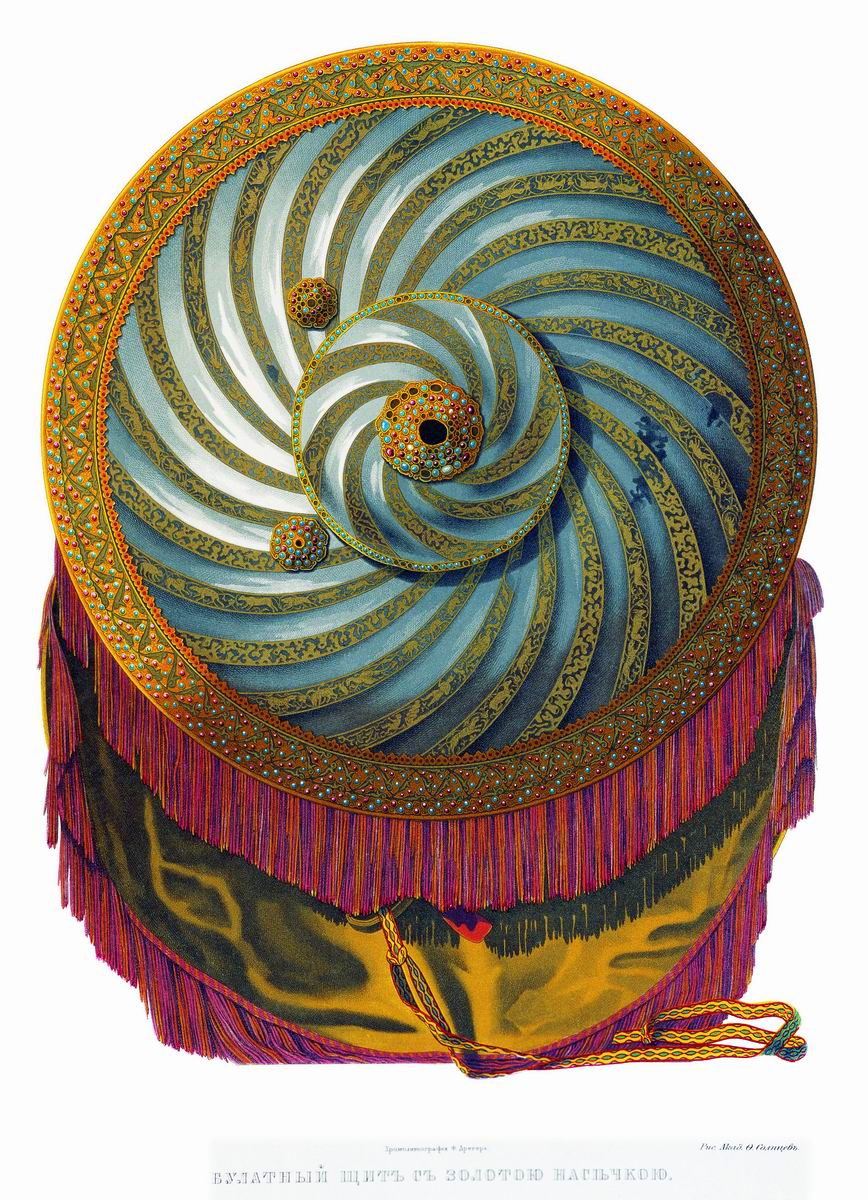
Щит Федора Мстиславського (малюнок Федора Солнцева, середина XIX ст.)

Булатний щит із золотим різьбленням, щит Федора Мстиславського (рос. Булатный щит с золотой резьбой, щит Ф. Мстиславского) — один з найкоштовніших предметів військової амуніції колишньої царської «Великої казни», що зберігається у Збройовій палаті Московського кремля.

## Історія
До 1622 щит належав боярину князю Федору Івановичу Мстиславському, колишньому голові Семибоярщини та претенденту на московітський престол нащадку Гедиміна по чоловічий лінії та Івана Великого по жіночій.
Князь, останній представник роду Мстиславських-Заславських, зібрав велику колекцію зброї та обладунків, переважно східного виробництва. Після його смерті ці речі були виморочені царською скарбницею. Деякі з них, як наприклад цей щит, увійшли до «Великого Наряду». Після смерті самого Михайла вони були передані до Збройової Палати.

## Опис
Щит був виготовлений майстром Мухаммедом Муміном Зернішаном у державі Сефевідів наприкінці XVI століття (ім'я майстра викарбувано на одній з різьблених смуг, якими прикрашений щит).
Діаметр щита 48,8 см.
Щит викуваний із цільного листа червленої булатної сталі та прокарбований спіральними смугами. Простір щита розділений на дві секції — середню та зовнішню. У середній секції спіральні смуги йдуть за годинниковою стрілкою, а у зовнішній — навпаки. Ці смуги через одну інкрустовані різьбленими зображеннями квітів, звірів, та жанрових сцен — батальних, полювання та інших. Зображення зроблені в стилі іранських мініатюр XVI ст. По центру щита розташована бляха-«плащ», прикрашена дорогоцінними камінцями. Ще дві бляхи меншого розміру розташовані на зовнішній секції щита. Зовнішній край щита рясно прикрашений дрібним дорогоцінним та напівдорогоцінним камінням.

Ось опис щита на 1702: 
|  | «Щит булат красной, грани круглые, через грань врезывано золото травы и звери; а в них шесть репьев золотых сканных с каменьем и в трех репьях нет трех каменьев; подвершье с яблочком золотое сканное, венец золот сканной, поверх венца золота венец железной золочен травы чеадайские на обрез, земля канфарена; окола щита бахрама шолк червчат с серебром; с исподи прикрепка серебром кованым белым с гвоздми серебреными золочены горощатыми; две пряжи золотые гладкие привязошные с цветками; подложен, подушечка отлас серебрен; а на нем по сторонам четыре клейма Немецких; у подушки привяска оболочена оксамитом червчетым на кольцах медных; в подвершьях и в яблоке, и в репьях, и в венце тысеча четыре ста сорок восемь искорок мелких лаликов и винисок, и бирюз, да тридцать два зернышка жемчужных … цена тому щиту по оценке стволнаго дела мастера Афанасья Вяткина с товарищи тысеча рублев, а в прежней описной книге написан первым же» |

Загалом цей унікальний щит прикрашають 1478 дрібних коштовних камінців та 32 перлини.